# Niccolò Placido I Branciforte
Niccolò Placido Branciforti Lanza, principe di Leonforte (1593 ca. – Leonforte, 16 settembre 1661), è stato un nobile e politico italiano del XVI e XVII secolo.

## Biografia
Nacque intorno al 1593 da Giuseppe, V conte di Raccuja, e dalla di lui seconda moglie la nobildonna Agata Lanza Gioeni dei conti di Mussomeli. Il padre morì nel 1596 e gli succedette ancora bambino nel titolo di Conte di Raccuja, e fu affidato alla tutela della madre congiuntamente alla zia Beatrice Branciforte col marito Federico Spadafora, barone di Venetico. Nel 1599, la madre si risposò con Ercole Branciforte Settimo, duca di San Giovanni, appartenente a un ramo collaterale della sua famiglia, e il giovane Niccolò crebbe nella villa del patrigno a San Michele, nei pressi di Cammarata, sede di un'importante corte aristocratica.
Nel 1613, il Branciforti ebbe il suo primo incarico politico come pretore di Palermo, che ricoprì anche nel 1624-25. Erede della Baronia di Tavi, nel Val di Noto, con privilegio dato dal re Filippo III di Spagna il 1º febbraio 1613, esecutoriato il 21 aprile 1614, ebbe concessa la licenza a popolare il feudo per fondarvi il casale di Leonforte. Sul nuovo feudo, con privilegio dato dal re Filippo IV di Spagna il 23 luglio 1622, esecutoriato il 10 ottobre dell'anno medesimo, ebbe concesso il titolo di I° Principe di Leonforte.

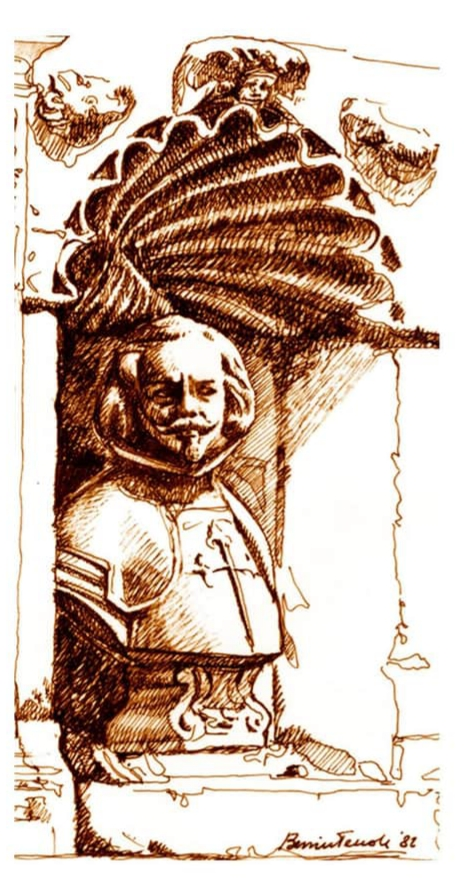
Disegno del mezzobusto del principe Nicolò Placido Branciforti

Branciforti fu governatore della nobile Compagnia della Pace di Palermo negli anni 1615 e 1621, deputato del Regno di Sicilia nel 1621, vicario generale in Val di Noto nel 1627 e nel 1654, per la difesa delle coste siciliane contro i Turchi, e nel 1630 comprò dalla Regia Corte la città di Carlentini per 31 062 scudi, di cui assunse la signoria. Nel 1642-45, il Principe di Leonforte ricoprì l'incarico di Stratigoto di Messina. Giovanni Andrea Massa, conte di San Giovanni La Punta, gli donò il casale di Santa Lucia, nei pressi di Catania, su cui, con privilegio dato il 4 luglio 1651 dal re Filippo IV di Spagna, esecutoriato il 6 novembre dello stesso anno, ebbe investitura del titolo di I duca di Santa Lucia.
Morì a Leonforte il 16 settembre 1661, e fu sepolto nella locale Chiesa dei Cappuccini.

### Matrimoni e discendenza
Sposò in prime nozze, il 25 novembre 1611, la nobildonna Caterina Branciforti Barresi (1591-1634), sua cugina, figlia di Fabrizio, III principe di Butera, da cui ebbe sette figli:
- Giuseppe (1614 - 1698), succedette al padre;
- Agata (1613 - prima del 1662), sposò nel 1628 il cugino Giuseppe Branciforte, principe di Niscemi e poi principe di Butera
- Maria, sposò Giovanni V Del Carretto, conte di Racalmuto (6 aprile 1619 - giustiziato 26 febbraio 1650);
- Francesco, duca di Santa Lucia;
- Caterina, monaca nel monastero delle Stimmate di San Francesco di Palermo con il nome di suor Placida Caterina;
- Placida, monaca nel monastero delle Stimmate di San Francesco di Palermo con il nome di suor Agata Rosalia;
- Margherita, monaca nel monastero delle Stimmate di San Francesco di Palermo con il nome di suor Caterina Giuseppa.

Il principe sposò poi in seconde nozze donna Francesca D'Urso con la quale ebbe una figlia:
- Caterina Anna (1637 - ?), che fu poi sposa di don Antonio Raccuja nobiluomo di Partinico, generando un ramo collaterale della famiglia.